# Норберт Винер
Норберт Винер (на немски: Norbert Wiener) е американски математик и логик със съществен принос в електронното инженерство и електронната комуникация, смятан за баща на кибернетиката.
Ражда се в семейството на имигранти от еврейски произход (баща му е руски евреин, майка му - американка, от еврейски произход, затова и името му се изписва с немския правопис, както е прието за идиш).